# Universitetet i Łódź
Universitetet i Łódź (polska: Uniwersytet Łódzki) är ett statligt polskt universitet i Łódź. Det är ett forskningsuniversitet med fler än 25 000 studenter och 2 600 lärare. 
Universitetet grundades 1945, efter andra världskrigets slut, genom att flera utbildningsinstitutioner som hade fungerat under mellankrigstiden slogs samman. Jämfört med Warszawa, som låg i ruiner, hade Łódź klarat sig ganska bra från kriget och kunde snabbt börja ta in studenter för att bygga upp efterkrigs-Polen. 

## Rektorer
1. Tadeusz Kotarbiński, 1945–1949
2. Józef Chałasiński, 1949–1952
3. Jan Szczepański, 1952–1956
4. Adam Szpunar, 1956–1962
5. Stefan Hrabec, 1962–1965
6. Józef Stanisław Piątowski, 1965–1968
7. Andrzej Nadolski, 1968–1969
8. Zdzisław Skwarczyński, 1969–1972
9. Janusz Górski, 1972–1975
10. Romuald Skowroński, 1975–1981
11. Jerzy Wróblewski, 1981–1984
12. Leszek Wojtczak, 1984–1990
13. Michał Seweryński, 1990–1996
14. Stanisław Liszewski, 1996–2002
15. Wiesław Puś, 2002–2008
16. Włodzimierz Nykiel, 2008–2016
17. Antoni Różalski, 2016–

## Kända alumner
- Marek Belka, professor i ekonomi, före detta premiärminister och nuvarande chef Polens riksbank.
- Jolanta Chełmińska, politiker.
- Paweł Edelman, filmfotograf, nominerad till en Oscar-utmärkelsen och en BAFTA-pris, vann César-priset för bästa kinematografi.
- Cezary Grabarczyk, politiker, före detta infrastrukturminister.
- Antonina Kłoskowska, sociolog, medlem av den polska vetenskapsakademin (PAN), ordförande för den polska sociologiska föreningen.
- Jerzy Kosiński, romanförfattare och ordförande i amerikanska PEN, känd för romanerna Den målade fågeln och Finnas till.
- Jerzy Kropiwnicki, högerpolitiker.
- Krzysztof Kwiatkowski, politiker, Polens justitieminister.
- Tatiana Okupnik, sångare, kompositör och låtskrivare.
- John Onyekwere Godson, Polens första svarta parlamentsledamoten.
- Władysław Pasikowski, filmregissör och manusförfattare.
- Paweł Rogaliński, journalist, förläggare och bloggare.
- Jarosław Marek Rymkiewicz, poet, essäist, dramatiker och litteraturkritiker.
- Andrzej Sapkowski, författare, mest känd för sin bokserie The Witcher.
- Jacek Saryusz-Wolski, diplomat, politiker och ledamot av Europaparlamentet.
- Krzysztof Skiba, musiker, sångerskrivare, satirist, essäist och skådespelare; medlem av rockbandet Big Cyc .
- Joanna Skrzydlewska, politiker och ledamot av Europaparlamentet.
- Magdalena Śniadecka-Kotarska, etnopolitisk forskare och diplomat (Polens ambassadör i Peru)
- Piotr Trzaskalski, filmregissör och manusförfattare.
- Marcin Tybura, professionell MMA-utövare
- Anita Werner, TV-journalist och tidigare skådespelare.
- Keith White-Hunt, ledande internationell chef inom akademiska, affärs- och statliga sektorer.
- Janusz Wojciechowski, politiker och ledamot av Europaparlamentet.
- Jacek Zacharewicz, politiker.
- Aleksandra Ziolkowska-Boehm, författare, biografist.

## Galleri

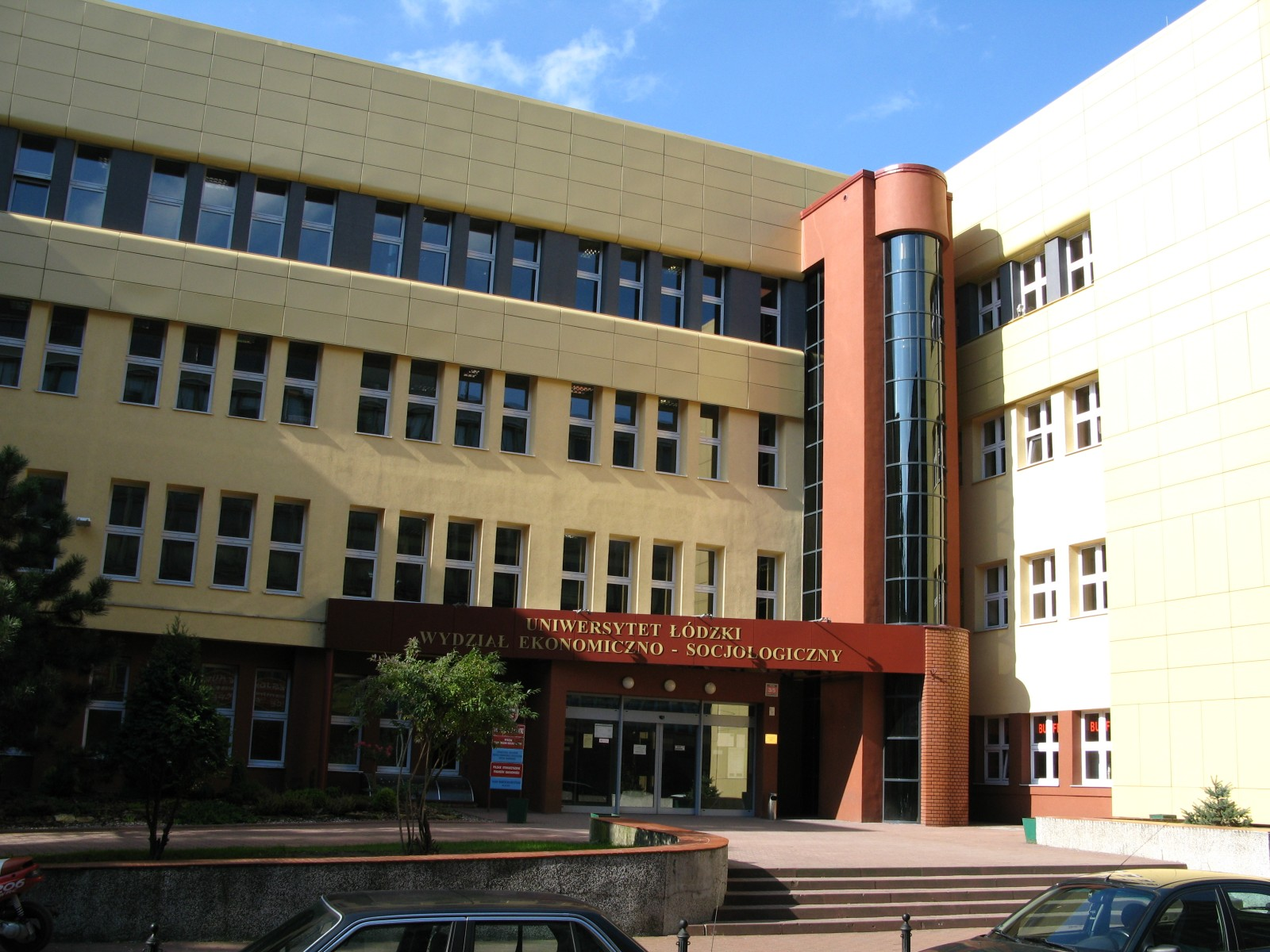
Fakulteten för ekonomi och sociologi
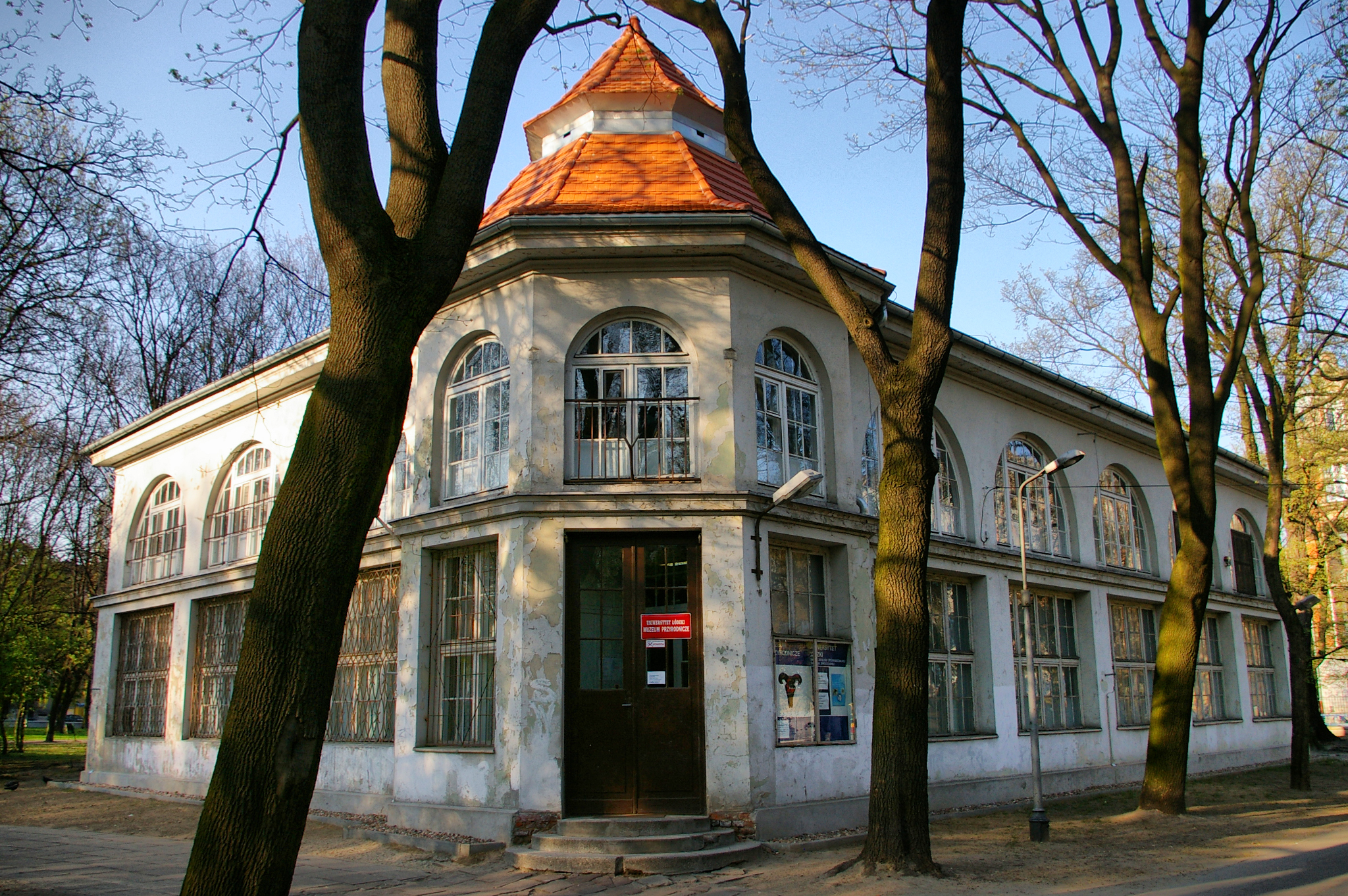
Naturhistoriska museet vid UŁ
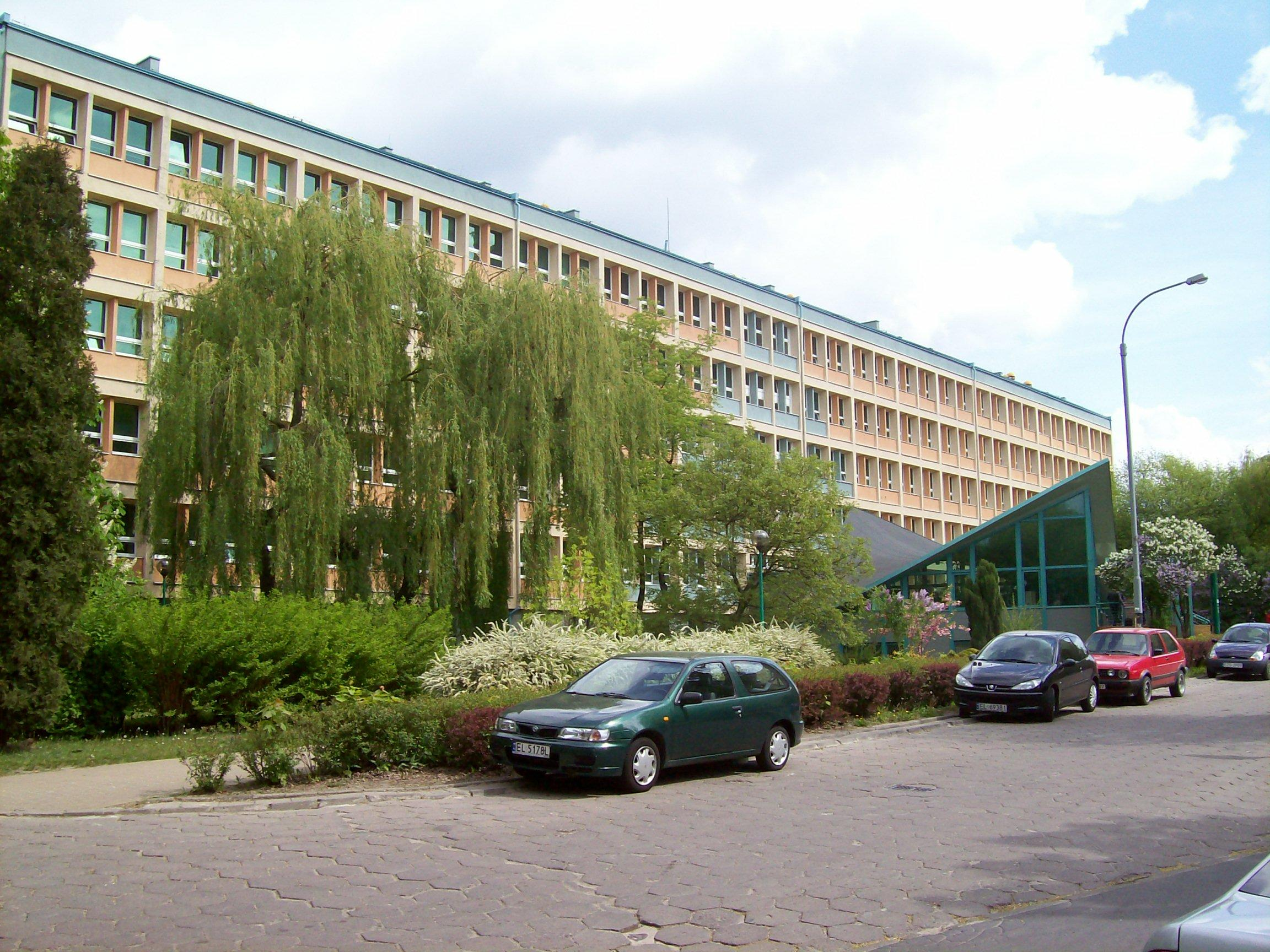
Fakulteten för biologi och miljöskydd
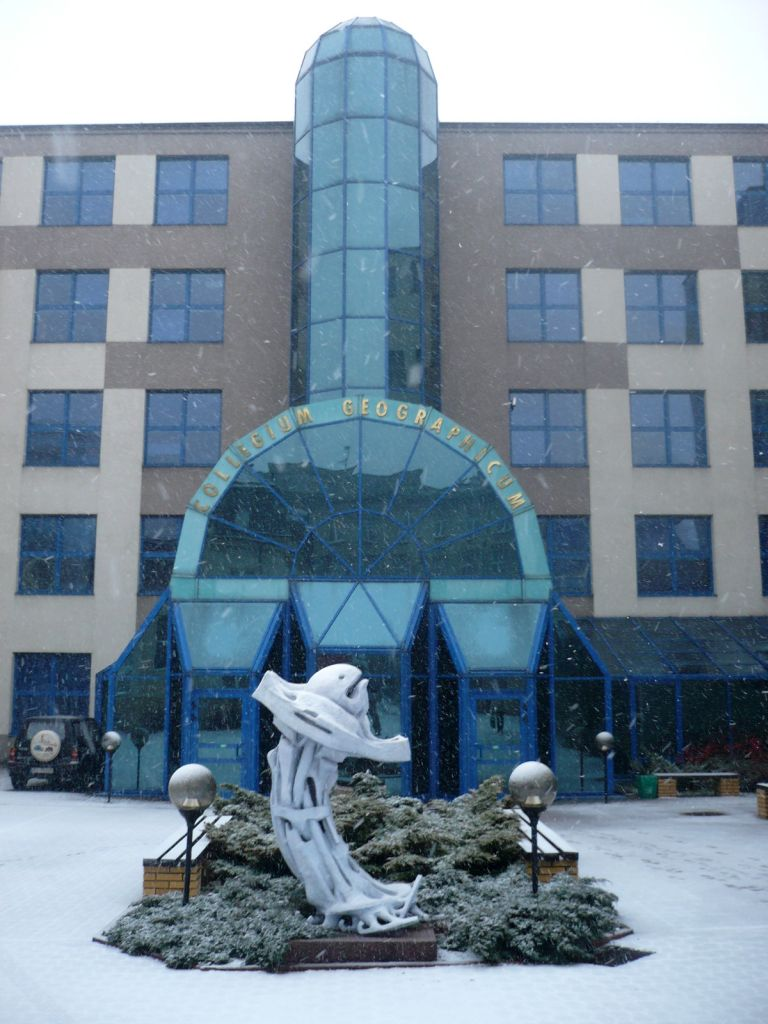
Fakulteten för geografiska vetenskaper
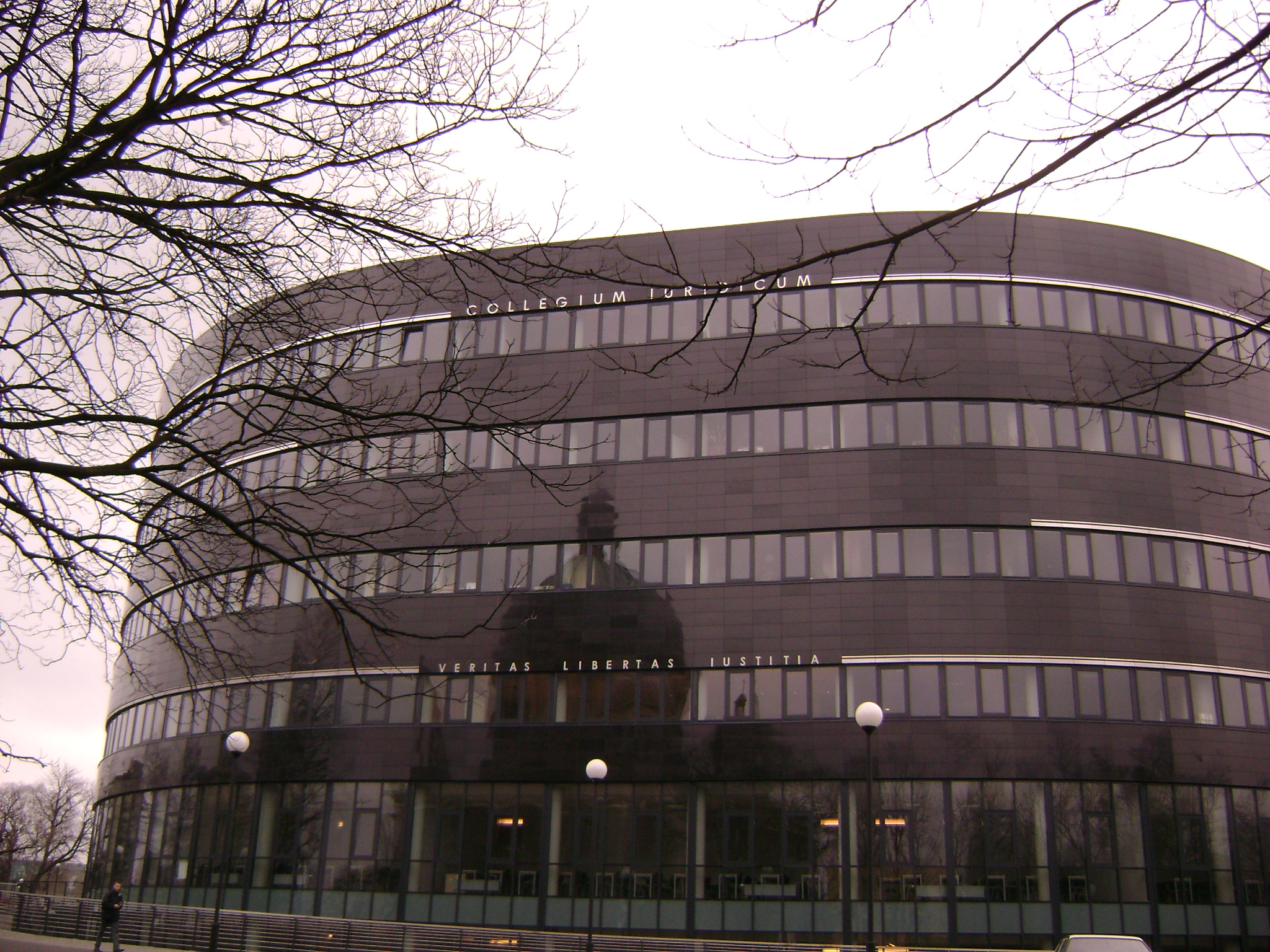
Juridiska fakulteten
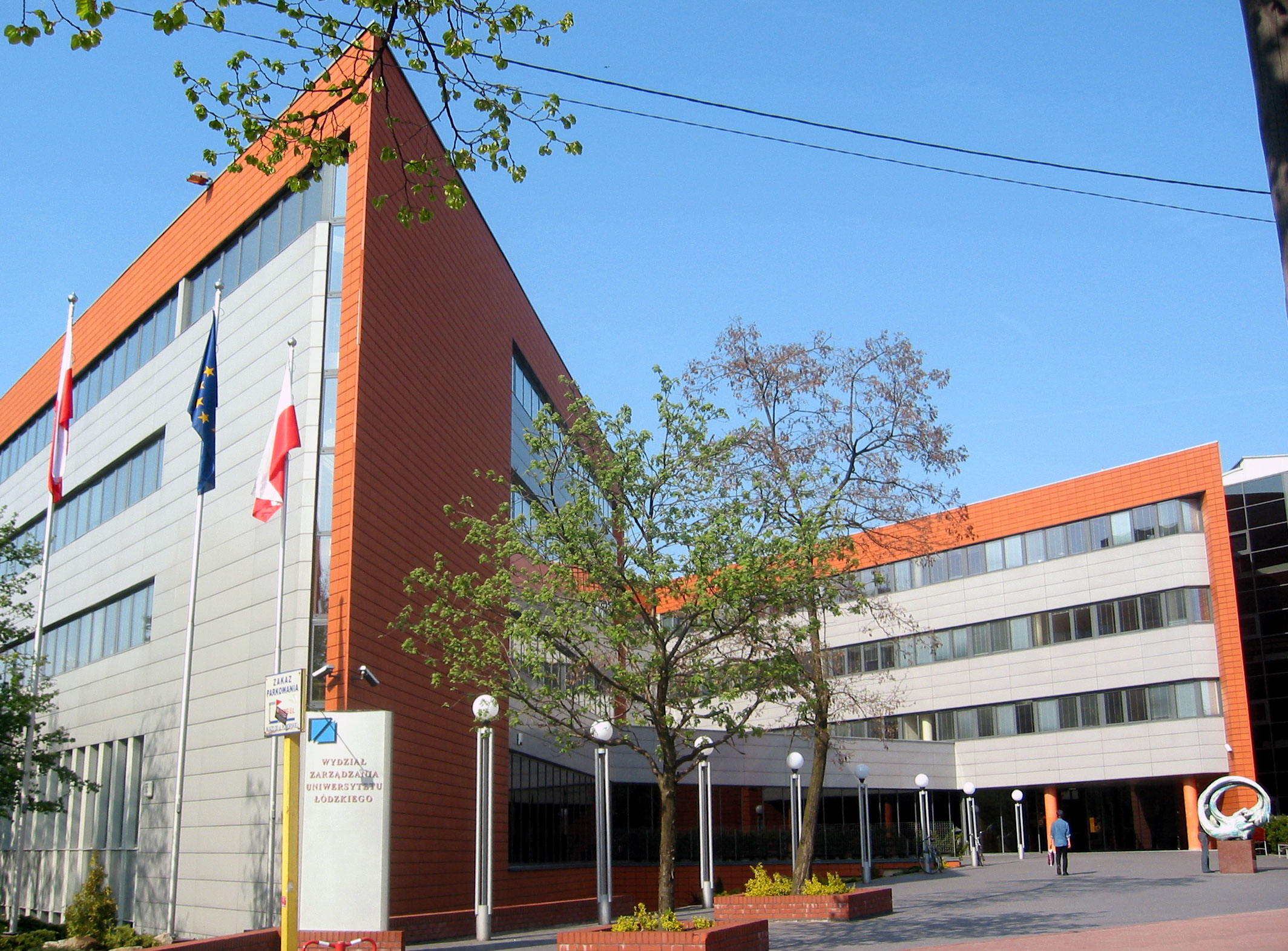
Fakulteten för ekonomi och företagsledning
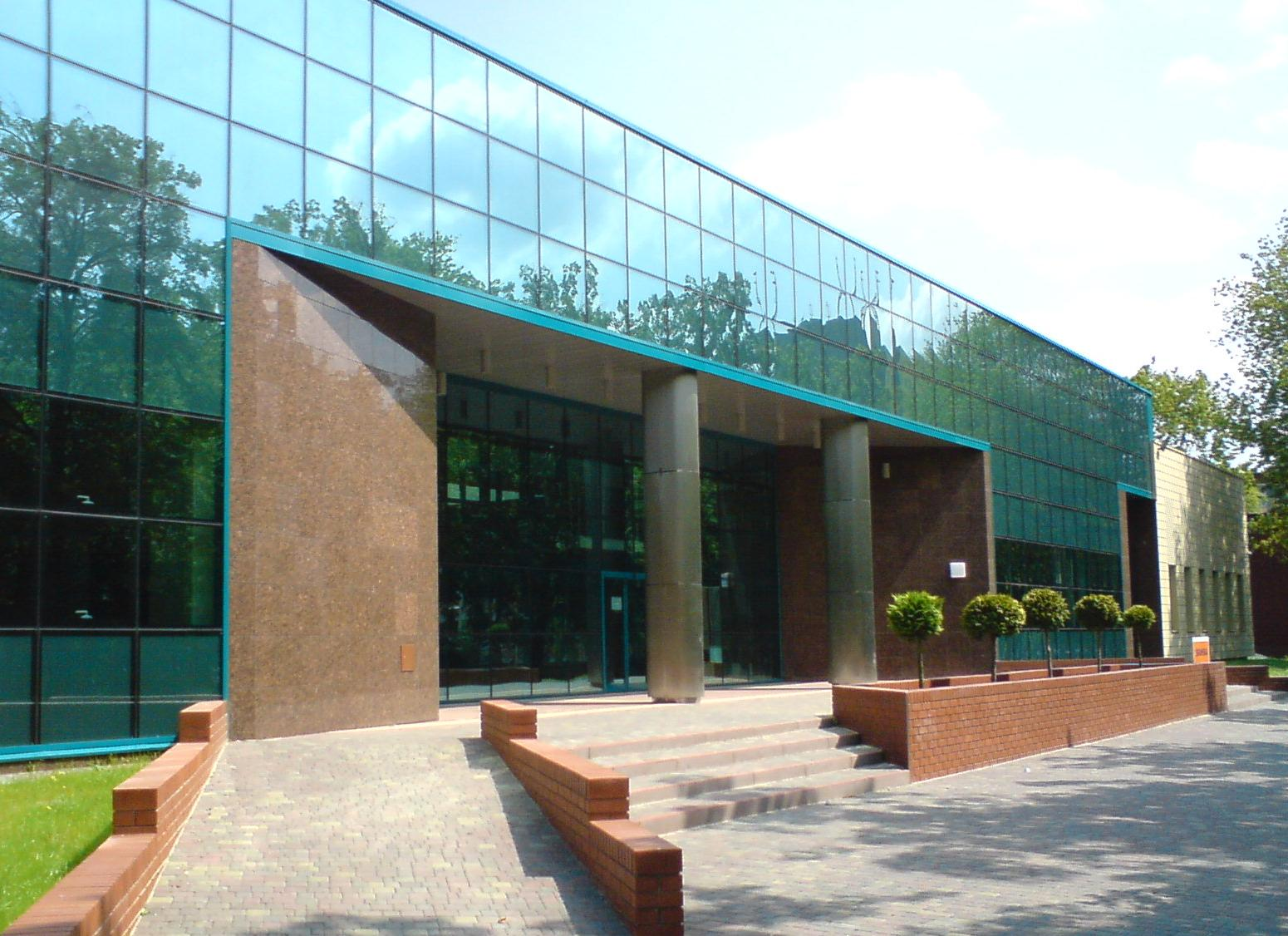
Fakulteten för biologi och miljöskydd